# Lijst van vlaggen van Deense gemeenten
Dit artikel bevat een lijst van vlaggen van Deense gemeenten. Denemarken bestaat uit 98 gemeenten.

## RegioHoofdstad

Albertslund
Allerød
Ballerup
Bornholm (Details)
Brøndby
Dragør
Egedal
Fredensborg
Frederiksberg
Frederikssund
Furesø
Gentofte
Gladsaxe
Glostrup
Gribskov
Halsnæs
Helsingør
Herlev
Hillerød
Hvidovre
Høje-Taastrup
Hørsholm
Ishøj
Kopenhagen
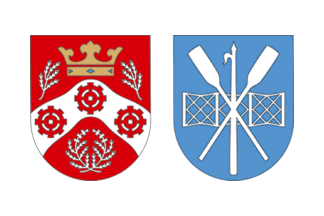
Lyngby-Taarbæk
Rudersdal
Rødovre
Tårnby
Vallensbæk

## RegioMidden-Jutland

Aarhus
Favrskov
Hedensted
Herning
Holstebro
Horsens
Ikast-Brande
Lemvig
Norddjurs
Odder
Randers
Ringkøbing-Skjern
Samsø
Silkeborg
Skanderborg
Skive
Struer
Syddjurs
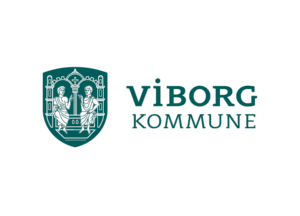
Viborg

## RegioNoord-Jutland

Aalborg
Brønderslev
Frederikshavn
Hjørring
Jammerbugt
Læsø
Mariagerfjord
Morsø
Rebild
Thisted
Vesthimmerlands

## RegioSeeland

Fakse
Greve
Guldborgsund
Holbæk
Kalundborg
Køge
Lejre
Lolland
Næstved
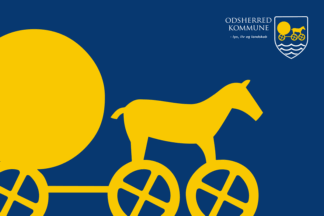
Odsherred
Ringsted
Roskilde
Slagelse
Solrød
Sorø
Stevns
Vordingborg

## RegioZuid-Denemarken

Aabenraa
Ærø (Details)
Assens
Billund
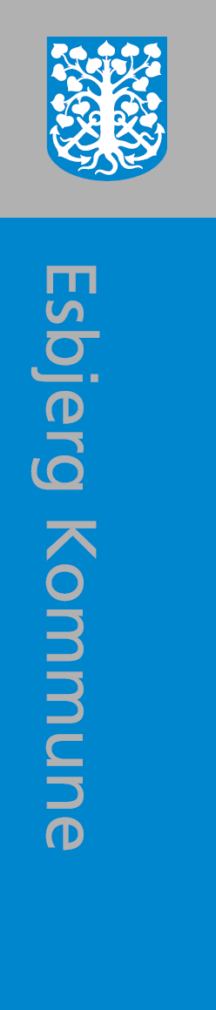
Esbjerg
Fanø
Fredericia
Faaborg-Midtfyn
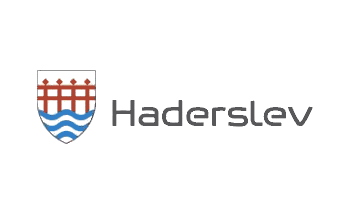
Haderslev
Kerteminde
Kolding
Langeland
Middelfart
Nordfyn
Nyborg
Odense
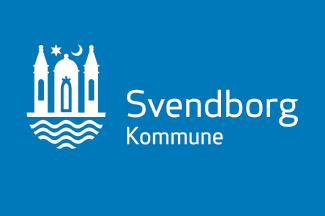
Svendborg
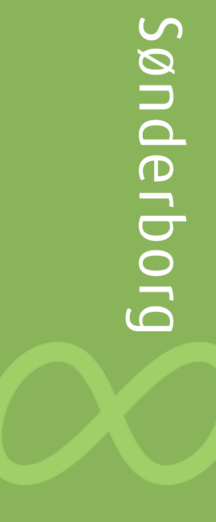
Sønderborg
Tønder
Varde
Vejen
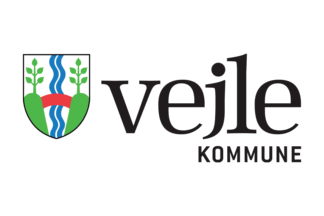
Vejle